# SnatchBot
SnatchBot è una piattaforma software gratuita basata sul cloud per la creazione di chatbot, progettata per i social network.

## Storia
Fondata nel 2015 da Henri Ben Ezra e Avi Ben Ezra, SnatchBot è una delle società tecnologiche emergenti nate nella zona di Herzliya Pituach in Israele.
Nel luglio 2017 Snatchbot ha sponsorizzato il Chatbot Summit, evento che si è tenuto a Berlino, in Germania. Oltre 30 milioni di utenti (dati aggiornati a Dicembre 2017) hanno interagito con i chatbot costruiti utilizzando la piattaforma SnatchBot.

## Servizi
SnatchBot aiuta gli utenti a costruire bot per Facebook Messenger, Skype, Slack, SMS, Twitter, e altri social media. SnatchBot fornisce anche modelli gratuiti di Elaborazione del Linguaggio Naturale. Questi modelli, utilizzati insieme agli strumenti per l’Apprendirmento Automatico, consentono, utilizzando la piattaforma, la creazione di bot che sono in grado di analizzare le intenzioni degli utenti.